# 索爾姆斯-霍恩索爾姆斯-利希的艾蕾諾爾
索爾姆斯-霍恩索爾姆斯-利希的艾蕾諾爾（德語：Eleonore zu Solms-Hohensolms-Lich，1871年9月17日—1937年11月16日），是黑森大公恩斯特·路德維希的第二任妻子。黑森末代大公夫人，1905年至1918年在位。

## 家庭
1905年，艾蕾諾爾和黑森大公恩斯特·路德維希結婚，兩人共有兩個兒子：
1. 格奧爾格·多納圖斯（1906年—1937年）
2. 路德維希（1908年—1968年）